# 新疆芍药
新疆芍药（学名：Paeonia sinjiangensis）是毛茛科芍药属的植物。分布于中国大陆的新疆等地，生长于海拔1,200米至1,850米的地区，多生长于针叶林下，目前尚未由人工引种栽培。